# Claude III d'Achey
Fils de Jérôme d'Achey, Grand-Baillis de Dole et co-gouverneur de Besançon (1579-1590), Claude d'Achey est un ecclésiastique franc-comtois du XVIIe siècle. Il fut notamment archevêque de Besançon (Claude III).

## Biographie
Il est, par sa grand-mère paternelle, descendant de Nicolas Perrenot de Granvelle. Son père est seigneur d'Achey, baron de Thoraise et gouverneur de la ville de Gray. Sa mère Rose de Bauffremont, acquiert en 1615 une statuette de la Vierge Marie taillée dans le bois du chêne de Montaigu qui révélera miraculeuse et sera connue sous le nom de Notre-Dame de Gray. Claude d'Achey grandit dans une grande dévotion mariale et est rapidement orienté vers une carrière ecclésiastique. Il reçoit en 1615 la commende de l'abbaye de abbaye de Baume-les-Messieurs et poursuit des études en théologie qui le mènent au doctorat.
En 1636 il succède comme Haut-doyen du chapitre métropolitain de Besançon à François de Rye, élu archevêque de Besançon. Après la mort de ce dernier, il est à son tour élu archevêque par le chapitre le 23 mai 1637 à l'unanimité des voix sauf une (la sienne). L'élection n'est confirmée par le pape Urbain VIII qu'un an plus tard, le 14 juin 1638.
Dans le contexte de la Guerre de Dix Ans, il s'emploie à la suite de Ferdinand de Rye à réformer son diocèse en y restaurant l'ordre nécessaire.
En 1643 il consacre le diocèse à Marie en son Immaculée Conception, le huit décembre. La date de la fête avait été fixée par son prédécesseur Quentin Ménard en 1440.

## Iconographie
Gravure d'Achey, sur papier, d'après Petrus Loisy, 5 x 16 cm à Gray, musée Baron-Martin.